# Henri Ernest Baillon
Henri Ernest Baillon (Calais, 30 de Novembro de 1827 — Paris, 19 de Julho de 1895) foi um botânico e médico francês. Foi professor de História Natural, tendo publicado numerosos trabalhos sobre Botânica. O seu "Dictionnaire de botanique" ( 4 volumes, 1876−1892) contém gravuras de grande valor artístico 
Obteve o seu diploma de doutor em medicina na Universidade de Paris. A partir de 1863 foi professor de História Natural para os cursos médicos da Universidade parisiense. Mais tarde foi professor de Higiene e de História Natural na École Centrale des Arts et Manufactures.
Baillon foi Director do Jardin des Plantes de Paris, o jardim botânico da capital francesa. Em 1867 foi nomeado membro da Legião de Honra e em 1894 eleito sócio da Royal Society de Londres.
O género botânico Baillonia Bocq. ex Baill. foi assim denominado em sua honra.

## Obras
Escreveu o capítulo sobre as Dichapetaleae incluído no volume 12 da edição de 1886 da obra "Flora brasiliensis" de Carl Friedrich Philipp von Martius. Também dirigiu o capítulo sobre as Phytocreneae incluído no volume 17 da obra "Prodromus systematis naturalis regni vegetabilis" de Augustin-Pyrame de Candolle, publicada em 1873. Entre as suas obras principais contam-se as seguintes:
- Dictionnaire de botanique, ( 4 volumes, 1876−1892)
- Iconographie de la flore française, ( 1885−1894)
- Traité de botanique médicale cryptogamique, ( 1889)
- Adansonia, recueil périodique d’observations botaniques ( 10 volumes, 1866-1870)
- Étude générale du groupe des Euphorbiacées ( 1858)
- Histoire des plantes ( 13 volumes, 1867-1895)
- Histoire naturelle des plantes de Madagascar ( 3 volumes)
- Monographie des Buxacées et des Stylocérée ( 1859)
- Recherches organogéniques sur la fleur femelle des Conifères ( 1860)
- Recherches sur l’organisation, le développement et l’anatomie des Caprifoliacées ( 1864)
- Traité de botanique médicale phanérogamique ( 1883-1884)